# الجزيرة الخضراء (إسبانيا)
الجزيرة الخضراء (بالإسبانية: Algeciras ألخِثيراس)‏ هي إحدى بلديات مقاطعة قادس، التي تقع في منطقة الأندلس جنوب إسبانيا وعلى بعد 20 كيلومتر من الشمال الشرقي لمدينة طريفة، ويبلغ عدد سكانها 116209 وفقاً لإحصائية سنة (2009).
يُعد ميناؤها من أكبر الموانئ في أوروبا والعالم خصوصاً في ثلاث جوانب: الحاويات والبضائع والترانزيت.
الجزيرة الخضراء أكبر المدن الحضرية في المنطقة وتضم بلديات «لا لينيا دي لا كونسبسيون»، «كاستييار دي لا فرونتيرا»، «خيمينا دي لا فرونتيرا»، «سان روكي» وطريفة، ويبلغ عدد سكان هذا التجمع الحضري 263,739 نسمة.

## التسمية
في فترة الحكم الروماني كانت المدينة تُسمى بالميناء الأبيض (باللاتينية: Portus Albus)، وجاءت التسمية الحالية (الجزيرة الخضراء) أثناء فترة الحكم الإسلامي لشبه جزيرة أيبيريا.

## التاريخ
كانت منطقة الجزيرة الخضراء مأهولة بالسكان منذ فترة ما قبل التاريخ، وأقدم الآثار التي وجدت ترجع إلى عهد شعوب النياندرتال من العصر الحجري القديم. ونظراً لموقعها الإستراتيجي كانت الجزيرة الخضراء ميناءً مهماً في فترة الفينيقيين والرومان.
بعد أن تم تدمير المدينة من قبل البربر الألمان وحلفائهم الوندال، قام الفاتحون العرب المسلمين بإعادة بناء المدينة عام 711 كأول مدينة عربية للمسلمين في الأراضي الإسبانية، وتمتعت بحكم مستقل لفترة قصيرة من سنة 1035 إلى 1058.
بعد قرون من حكم المسلمين للأندلس، وصلت حروب الاسترداد للجزيرة الخضراء، وفي يوليو من عام 1309 فرض فرديناند الرابع ملك قشتالة حصاراً على الجزيرة الخضراء وجبل طارق وسرعان ما سقطت جبل طارق في أيدي المسيحيين لكن الجزيرة الخضراء صمدت على مدى ثلاث عقود. ثم عاد الحصار للجزيرة الخضراء في عهد ألفونسو الحادي عشر ملك قشتالة، وتناوب على حصارها كلاً من «خوان نونيز دي لارا»، و«خوان مانويل بيدرو»، و«فرنانديز دي كاسترو»، و«خوان الفونسو دي لا سيردا»، وأمير جبل العيون. كما قام بحصارها فرسان من إنكلترا وفرنسا وألمانيا، حتى أن الملك فيليب الثالث ملك نابارا شارك بحصارها بمئة من الخيالة و300 من المشاة. وسقطت الجزيرة الخضراء في آذار من عام 1344 بعد سنوات من الحصار.
في عام 1368 أسترد المورو الجزيرة الخضراء، لكن تم تدميرها لاحقاً وأصبحت المدينة مهجورة.
وفي عام 1704 أُعاد بناء المدينة لاجؤون من جبل طارق بعد أن استولت على أراضيهم قوات بريطانية هولندية في حرب الخلافة الإسبانية. وفي عام 1760 قام شارل الثالث ملك إسبانيا ببنائها على شكل مثلث. وفي تموز 1801 خاضت القوات البحرية الفرنسية والإسبانية حرباً ضد القوات البحرية الملكية البريطانية للسيطرة على الجزيرة الخضراء والتي انتهت بانتصار البحرية البريطانية.
في عام 1906 استضافت المدينة مؤتمر الجزيرة الخضراء وهو مؤتمر دولي تمت فيه مناقشه مستقبل المغرب.
وفي عام 1942 أنشئت إيطاليا قاعدة سرية لمهاجمة السفن القادمة من جبل طارق.
خلال عهد فرانسيسكو فرانكو شهدت الجزيرة الخضراء تنمية صناعية كبيرة مما أدى لخلق فرص وظيفية كثيرة للسكان المحليين، لأن فرانكو قام بإغلاق الحدود بين إسبانيا وجبل طارق بين الأعوام 1969 و1982.
في عام 1982 قام الجيش الأرجنتيني بعملية فاشلة أٌطلق عليها عملية الجزيرة الخضراء وذلك لتخريب المنشآت العسكرية البريطانية في جبل طارق خلال حرب الفوكلاند، لكن السلطات الإسبانية تدخلت قبل إطلاق بالعملية وقامت بترحيل الضباط الأرجنتينيين المشاركين فيها.

## الاقتصاد
تعتبر الجزيرة الخضراء مدينة صناعية ومركز للنقل وترتبط أنشطتها الرئيسية بالميناء، وتُعد بمثابة نقطة الانطلاق بين موانئ إسبانيا وطنجة وموانئ أخرى في المغرب وجزر الكناري وبين المقاطعات الإسبانية في سبتة ومليلة. وتحتل المرتبة 16 في ترتيب أكثر الموانئ ازدحاما في العالم. وتشتهر المدينة بصيد الأسماك وتصدر مجموعة واسعة من المنتجات الزراعية من المنطقة المحيطة بها، بما في ذلك الحبوب والحيوانات والتبغ.
في السنوات الجزيرة أصبحت الجزيرة الخضراء وجهة سياحية مهمة وتقام فيها رحلات يومية إلى مدينة طريف لرؤية الطيور المهاجرة، ورحلات إلى جبل طارق للتعرف على المدينة وثقافتها وأيضاً مشاهدة الحيتان على شواطئها.

## النقل
يوجد في الجزيرة الخضراء شبكة من الحافلات تربط أطراف المدينة بعضها ببعض وتتم إدارتها عبر C.T.M. كما أن خط السكك الحديدية الذي بمر بالرندة وقرطبة وغيرها من المدن ينتهي بالقرب من ميناء الجزيرة الخضراء.
ويوجد في الجزيرة الخضراء نهاية لخطيّ طرق مهمين من خطوط الطرق التي تربط الإتحاد الأوروبي، هما خط E05 وخط E15. وكِلا الخطان يعملان أيضاً على ربط إسبانيا باسكتلندا مروراً ببريطانيا وفرنسا.
أقرب المطارات هي:
• مطار جبل طارق – يبعد 20 كيلومتر.
• مطار شريش – يبعد 100 كلم.
• مطار ملقا – يبعد 120 كلم.
كما يتم الآن بناء مهبط مروحيات في الجزيرة الخضراء لعمليات النقل إلى سبتة وغيرها من المناطق.

## أشخاص من الجزيرة الخضراء
•	محمد بن أبي عامر: (938 - 8 أغسطس 1002)، الحاكم الفعلي للخلافة الأموية في الأندلس في عهد الخليفة الأموي المؤيد بالله. أسس محمد بن أبي عامر الدولة العامرية ولقب نفسه الحاجب المنصور. بلغت الدولة الأموية ذروة قوتها في عهده.
كما عسكر فيها جند المرابطين لإنقاذ الأندلس والتقى فيها يوسف بن تاشفين والمعتمد بن عباد.

## صور من الجزيرة الخضراء

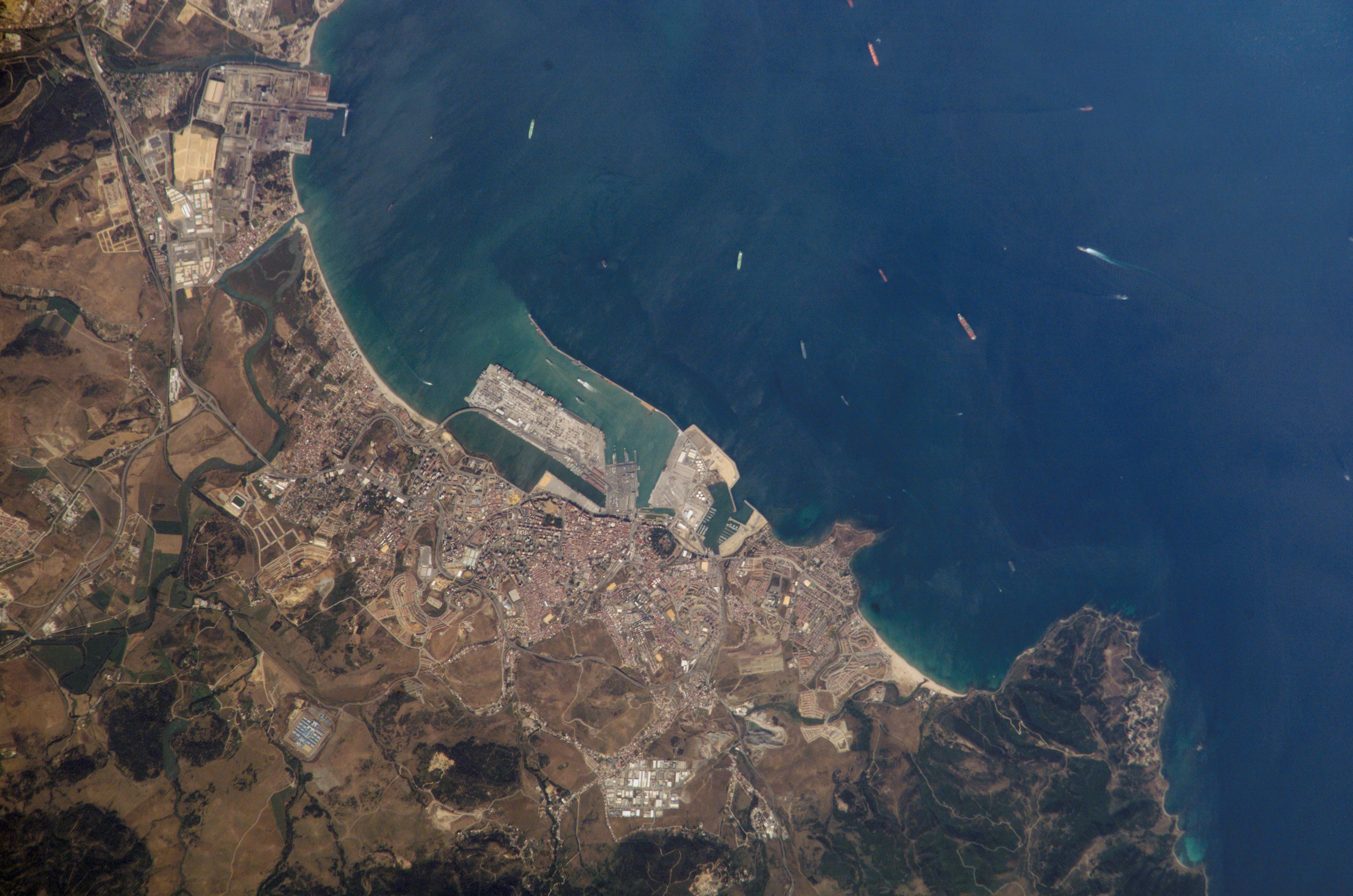
صورة بالأقمار الصناعية للجزيرة الخضراء.
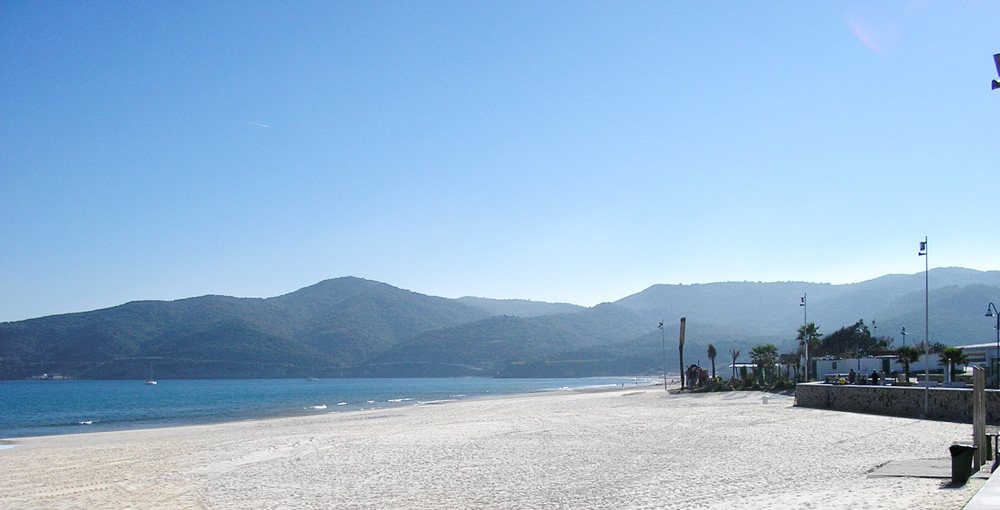
أحد شواطئ الجزيرة الخضراء.
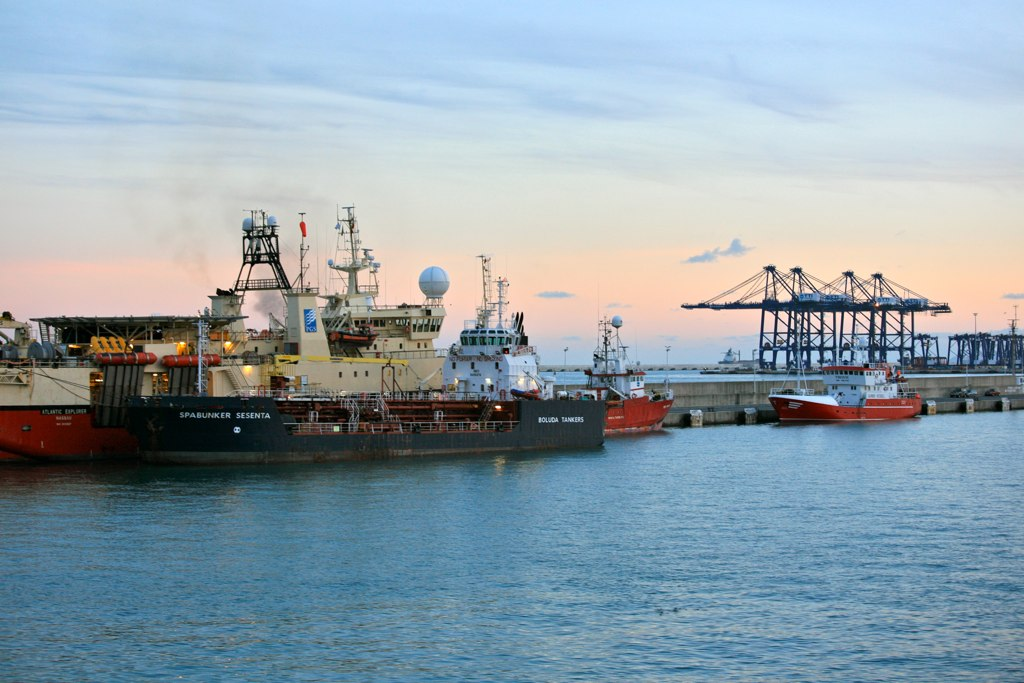
ميناء الجزيرة الخضراء.
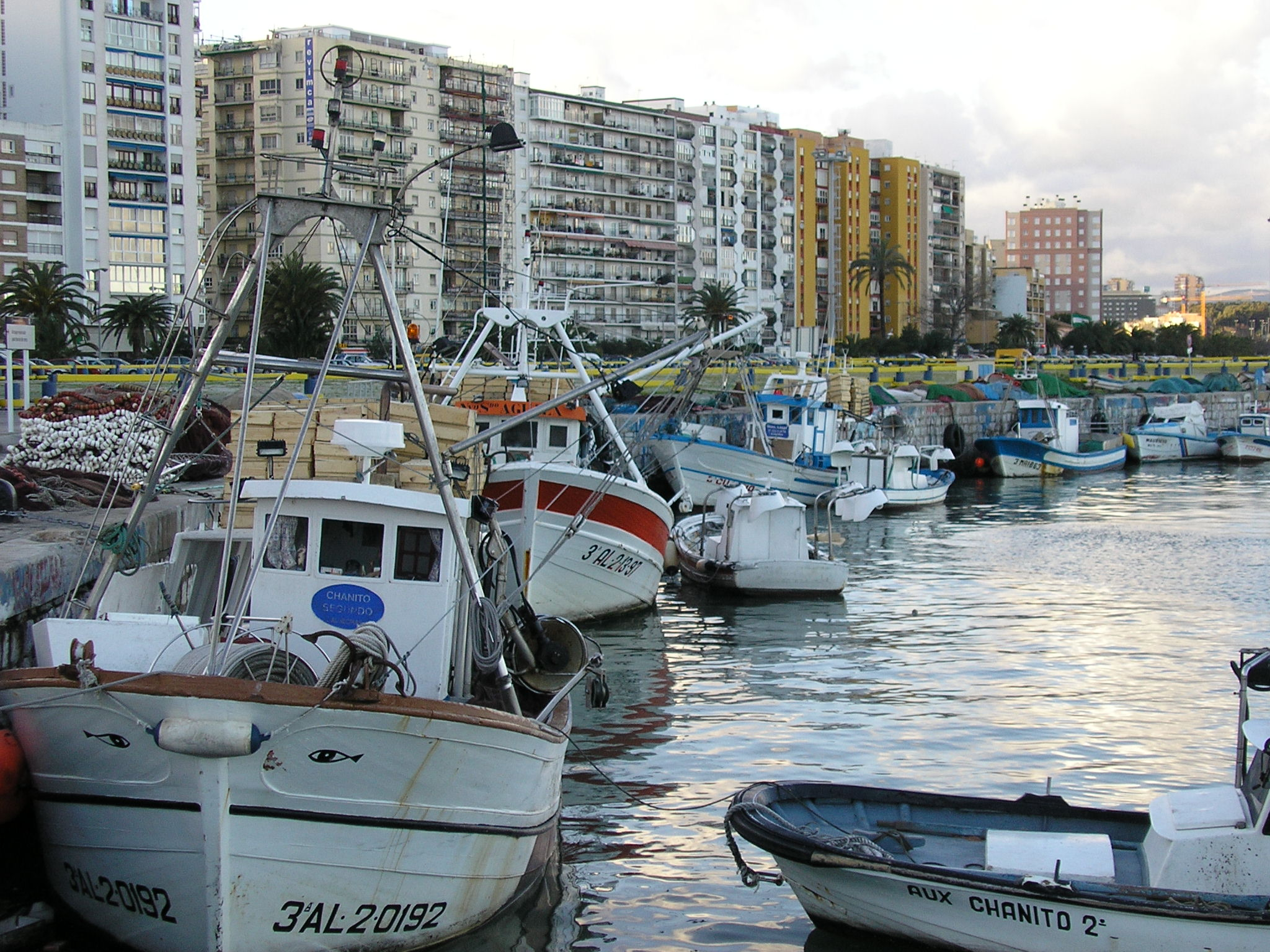
ميناء صيد الأسماك
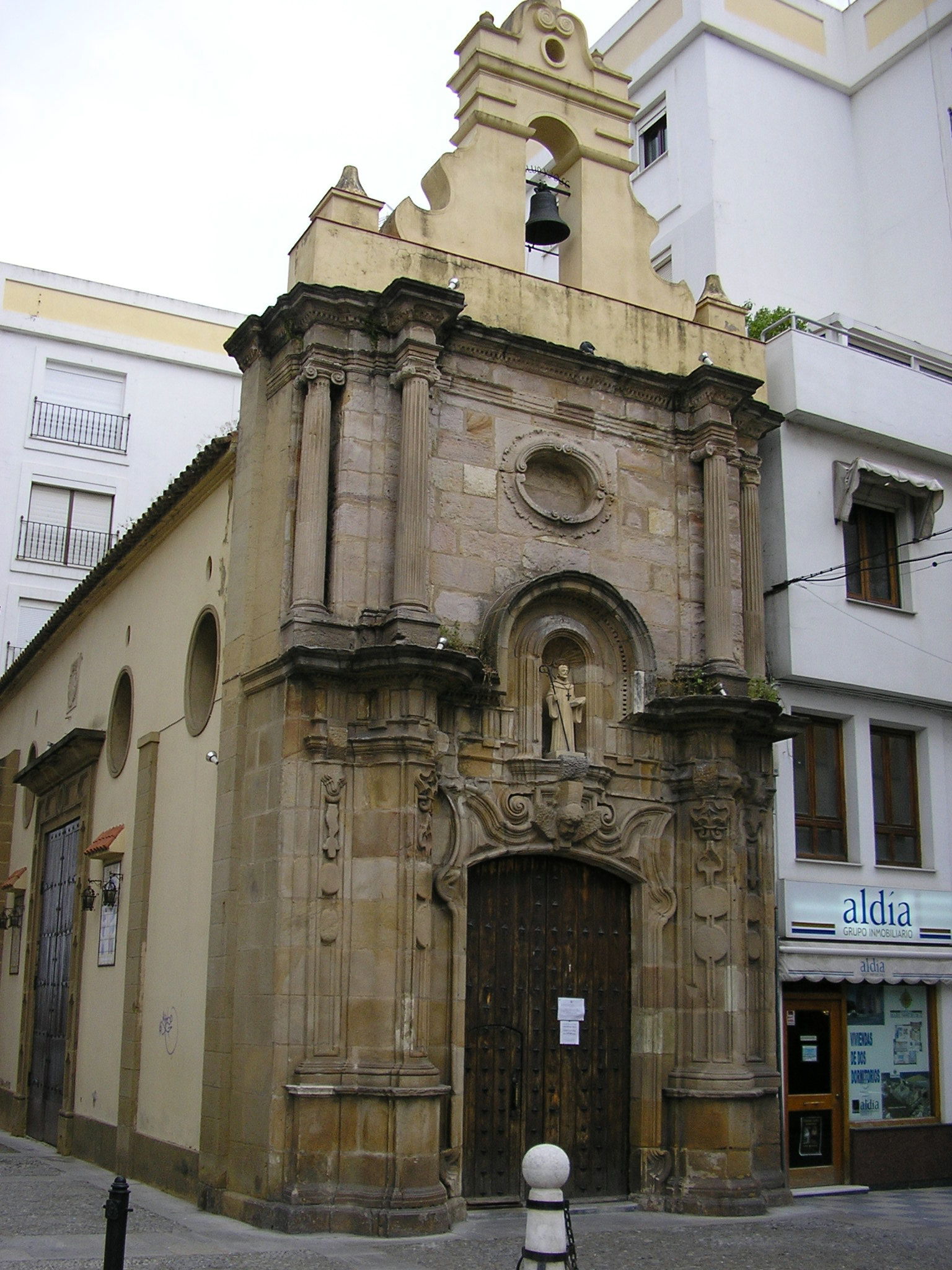
كنيسة سيدة أوروبا
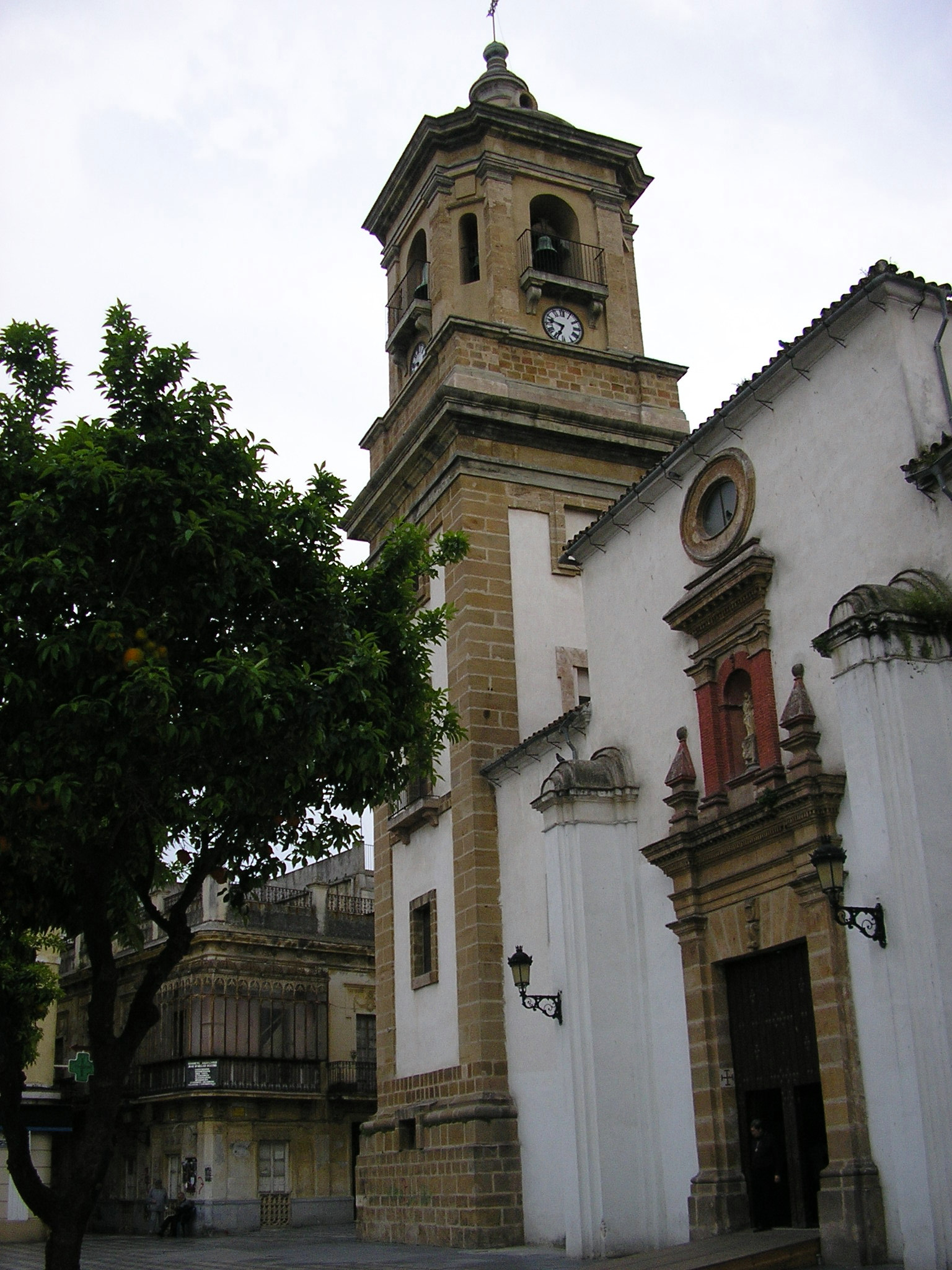
كنيسة النخلة
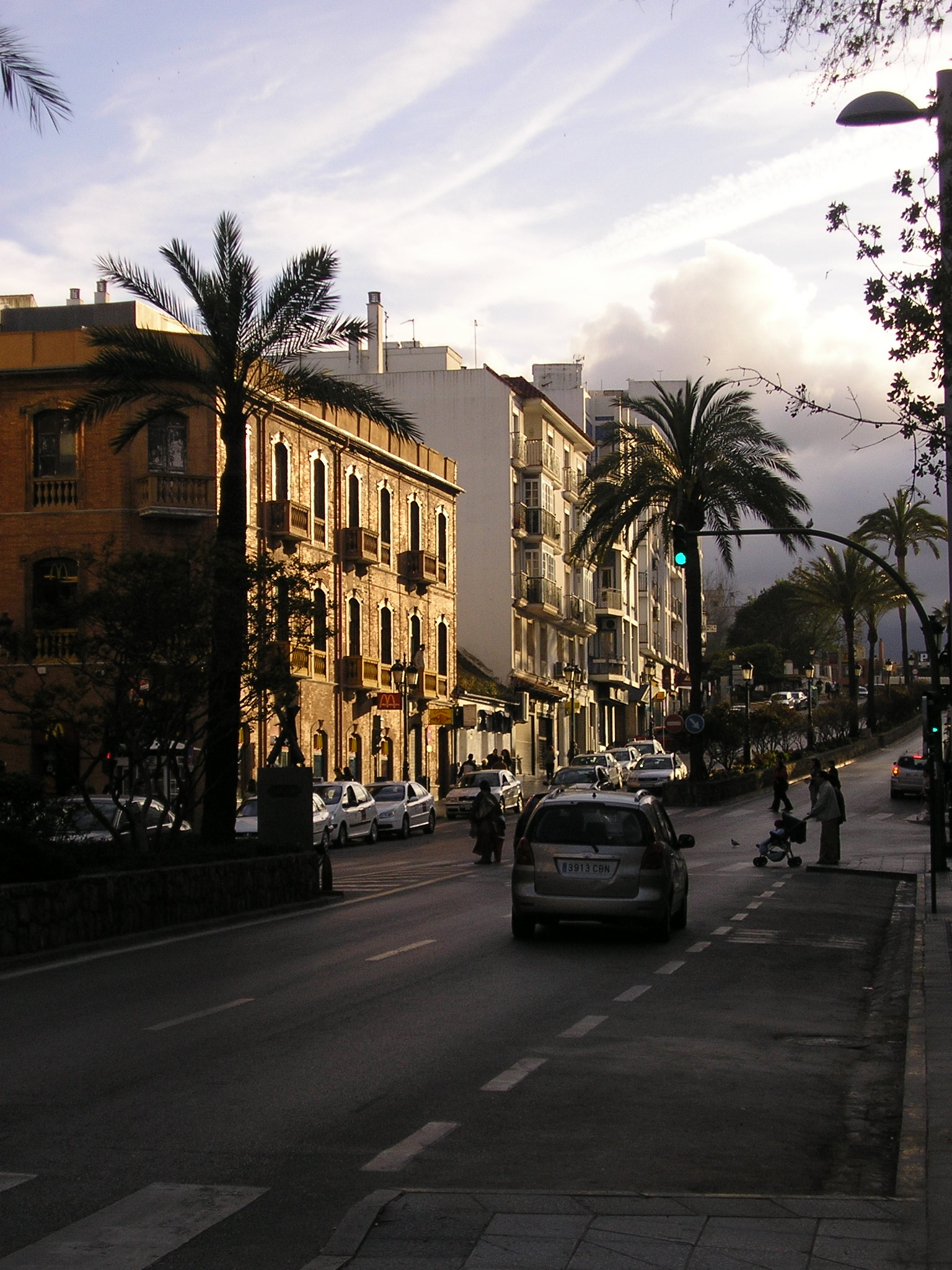
منظر من الجزيرة الخضراء
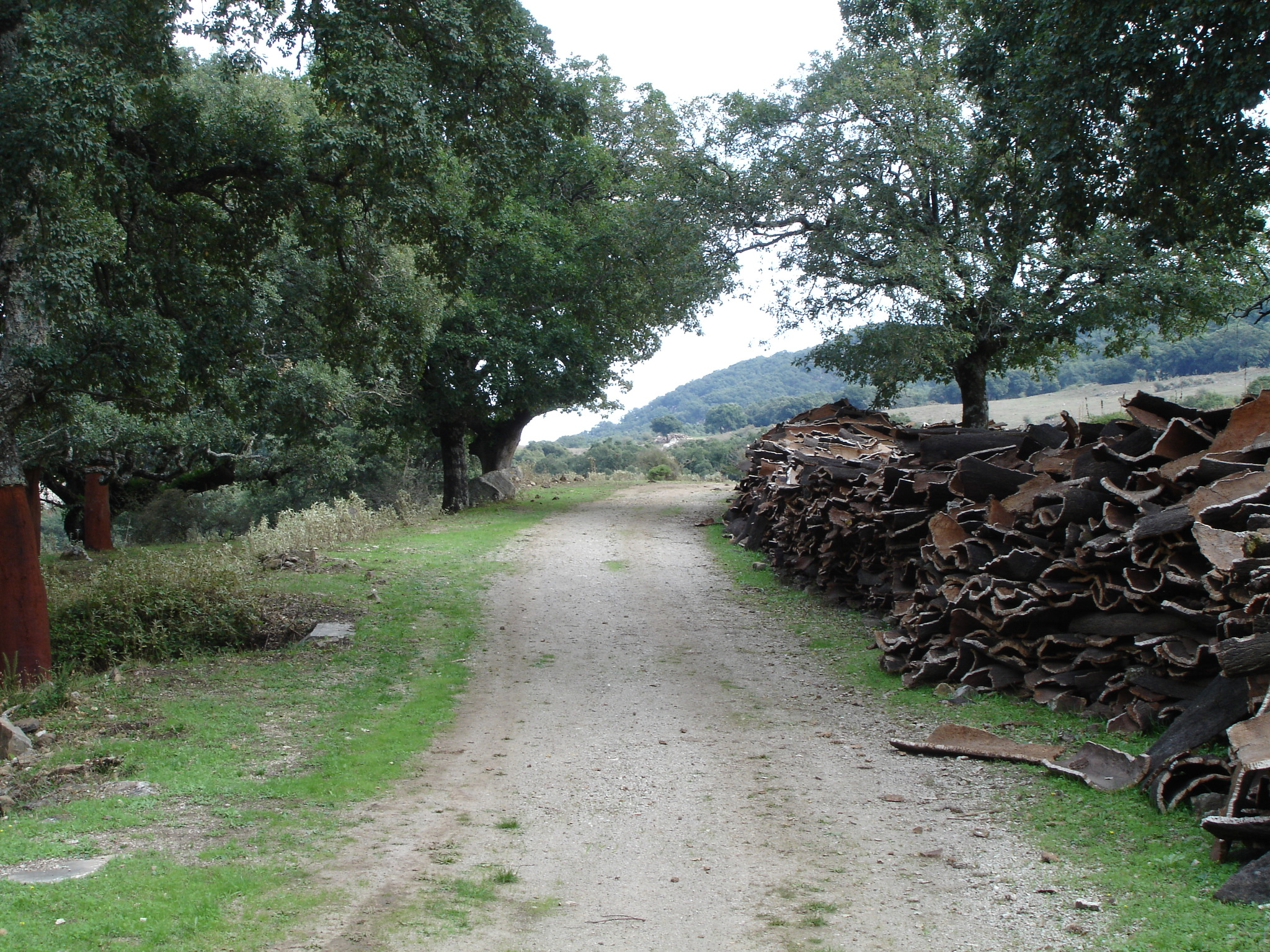
منتزة طبيعي